# Volata
Volata är ett bollspel som utvecklades av de italienska fascisterna, som ett komplement till fotboll och rugby union. Man spelade i åttamannalag och fotbollens regler blandades med handboll. 
Fotboll var en populär sport i Spanien, Italien och Tyskland då fascistiska och liknande regimer kom till makten där under 1920- och 30-talen. Fotboll sågs dock ofta som ett engelskt spel, då reglerna och den organiserade fotbollen utvecklats i 1800-talets England. Samma sak gällde rugby union. Spelet skapades av italienska fascistpartiets nationella sekreterare Augusto Turati, och antas vara baserat på gamla spel som harpastum. Vid 1920-talets slut var över 100 volataklubbar med i en liga.
Spelet erhöll viss popularitet och kulturstöd av fascisterna, men blev ingen större framgång i fotbollstokiga Italien och 1933 avbröts projektet officiellt. Utvecklingen av spelet hade främst skett på bekostnad av rugby unions popularitet inom italiensk idrottskultur och VM i fotboll 1934 spelades i Italien, som också vann turneringen.